# Barbara Schwaighofer
Barbara Schwaighofer (* 19. Jänner 1969 in Kufstein) ist eine österreichische Politikerin (ÖVP) und Unternehmerin. Sie ist seit 2013 Abgeordnete zum Tiroler Landtag.

## Ausbildung und Beruf
Schwaighofer begann ihre Ausbildung an der Volksschule in Niederndorf, die sie zwischen 1975 und 1979 besuchte. Danach wechselte sie 1979 an die Hauptschule in Niederndorf, die sie 1983 abschloss. Ab 1983 absolvierte sie eine Ausbildung an einer Fachschule. Diese Hauswirtschaftsschule an der Landeslehranstalt St. Johann in Tirol beendete sie 1985. Schwaighofer machte sich in der Folge im erlernten Textilberuf als Strick- und Wirkwarenerzeugerin selbständig, seit 1998 führt sie in Niederndorf einen Beherbergungsbetrieb. Das Gästehaus - Pension Schwaighofer liegt im Ortsteil Sebi.

## Politik und Funktionen
Schwaighofer ist seit 2009 Ortsobfrau des ÖVP-Wirtschaftsbundes in Niederndorf und wurde im Jahr 2010 als Mitglied der Einheitsliste zur Gemeinderätin der ÖVP in Niederndorf gewählt. Sie ist in Niederndorf Ersatzmitglied im Gemeindevorstand und Mitglied im Umwelt- bzw. Kulturausschuss. 2010 wurde sie auch Mitglied im Bezirksparteivorstand der ÖVP Kufstein, 2011 übernahm sie auch die Funktion der Bezirksobmannstellvertreterin im Wirtschaftsbund Kufstein. Bei der Landtagswahl 2013 kandidierte Schwaighofer auf dem zweiten Listenplatz im Wahlkreis Kufstein und zog in der Folge in den Landtag ein. Schwaighofers Reihung auf dem zweiten Platz wurde dabei von den Medien als Überraschung gewertet, da die „Newcomerin“ knapp vor der Wörgler Vizebürgermeisterin Evelin Treichl den Vorzug erhielt. Sie wurde am  24. Mai 2013 angelobt und wurde Mitglied im Petitionsausschuss, Mitglied im Ausschuss für Gesellschaft, Bildung, Kultur und Sport sowie Mitglied im Ausschuss für Föderalismus und Europäische Integration. Darüber hinaus ist sie Familiensprecherin des ÖVP-Landtagsklubs.